# Prepare to Die
Prepare to Die ist ein US-amerikanischer Actionfilm aus dem Jahr 2024 von Jose Montesinos, der gemeinsam mit Jacob David Smith auch das Drehbuch verfasste. Der Film wurde von The Asylum produziert.

## Handlung
Blaine Richtefield ist ein reicher und skrupelloser Großgrundbesitzer, der stetig darauf aus ist, seine Macht und seinen Reichtum zu vermehren. Dabei zeigt er keine Reue, wenn dafür Menschen ihr Leben lassen müssen. Er möchte auf dem Grundstück der Padillas Baurechte für eine Mastviehanlage erwerben. Als Herr Padilla den Verkauf ablehnt, werden er und seine Frau getötet. Im Alter von nur zehn Jahren muss Diego dieses mitansehen. Dank Silas Hsing, dem Fahrer von Richtefield, überlebt der Junge in Silas chinesischer Heimat.
Von da an trainiert Diego gemeinsam mit Xin Yi unterschiedliche Kampfsporttechniken. Sein Ziel ist es, eines Tages zurück nach Texas zu gehen, um Rache für den Mord an seinen Eltern üben zu können. Als er sich schließlich stark und alt genug fühlt, will er in die Staaten zurückkehren. Sein Meister Bingwen Hsing, Bruder von Silas, verbietet allerdings dieses Vorhaben. Erst als er mitbekommt, dass Silas’ Leben unter Richtefield ebenfalls gefährdet ist, lässt er Diego ziehen. In den USA trifft er auf ehemalige Handlanger von Richtefield, darunter William Freeman, Blanca und James Swiftwater, die sich ihm aus ähnlichen Beweggründen anschließen. Mit an seiner Seite befindet sich die junge Kämpferin Blanca, die sich vor allem auf den Kampf mit Messern und Wurfmessern spezialisiert hat.
Schließlich kommt es zum Duell gegen Richtefield. Dort ist Diego ohne Chance. Selbst mit der Hilfe von Blanca hat er das Nachsehen. Schlimmer, Richtefield verspottet beide als „Karate Kids“.

## Hintergrund
In den Hauptrollen sind Lorenzo Lamas, Michael Madsen, Quinton „Rampage“ Jackson, Zhan Wang und Ryan Padilla zu sehen.
Am 12. Januar 2024 erschien der Film beim Streaming-Anbieter Tubi. Am 24. Januar 2025 erschien der Film im deutschen Videoverleih.

## Rezeption
Im Vergleich mit anderen Filmproduktionen des Filmstudios The Asylum ist man auf Actionfreunde der Meinung, dass sich der Film „tatsächlich wie ein echter Film“ anfühle. Als einen der Gründe nennt das Blatt Regisseur und Drehbuchautoren Diego Padilla, der „einfach eine total simple Rachestory“ entwarf. Als negativ wird die fehlende Action im Film aufgefasst, die „bis zum Showdown auch Mangelware“ bliebe. Es wird der Eindruck gewonnen, der Film ziehe sich etwas und hätte weniger als 93 Minuten gehen können und wäre wahrscheinlich „deutlich kurzweiliger und griffiger geraten“. Ebenfalls werden die CGI-Effekte bemängelt. Als „größte Pluspunkt am Film“ wird Lorenzo Lamas gesehen, der „am meisten Spaß“ mache. Gelobt wird außerdem die schauspielerische Leistung von Paula Rae Taylor. Final erhält der Film fünf von zehn Punkten.
Jim Morazzini für Voices from the Balcony bezeichnet die Kampfchoreographie als „nicht großartig, aber sie ist besser als das, was man in vielen Actionfilmen mit niedrigem Budget bekommt“. Auch er ist der Meinung, dass Paula Rae-Taylor ein gutes Spielfilmdebüt gibt. Er bemängelt, dass Quinton 'Rampage' Jackson in seiner Rolle als Ryan Fruitwood, Haupt-Handlanger von Richtefield, relativ wenig Screentime erhält. Final äußert er sich, dass der Film besser sei, „als viele Originalfilme von Tubi und schafft es, mehr Action zu liefern als viele Filme mit größeren Budgets“.
Aufgrund zu weniger Stimmen hat der Film auf Rotten Tomatoes keine Wertung. In der Internet Movie Database hat der Film bei über 240 Stimmabgaben eine Wertung von 4,5 von 10,0 möglichen Sternen (Stand: August 2025).